# Cabildo de Montevideo

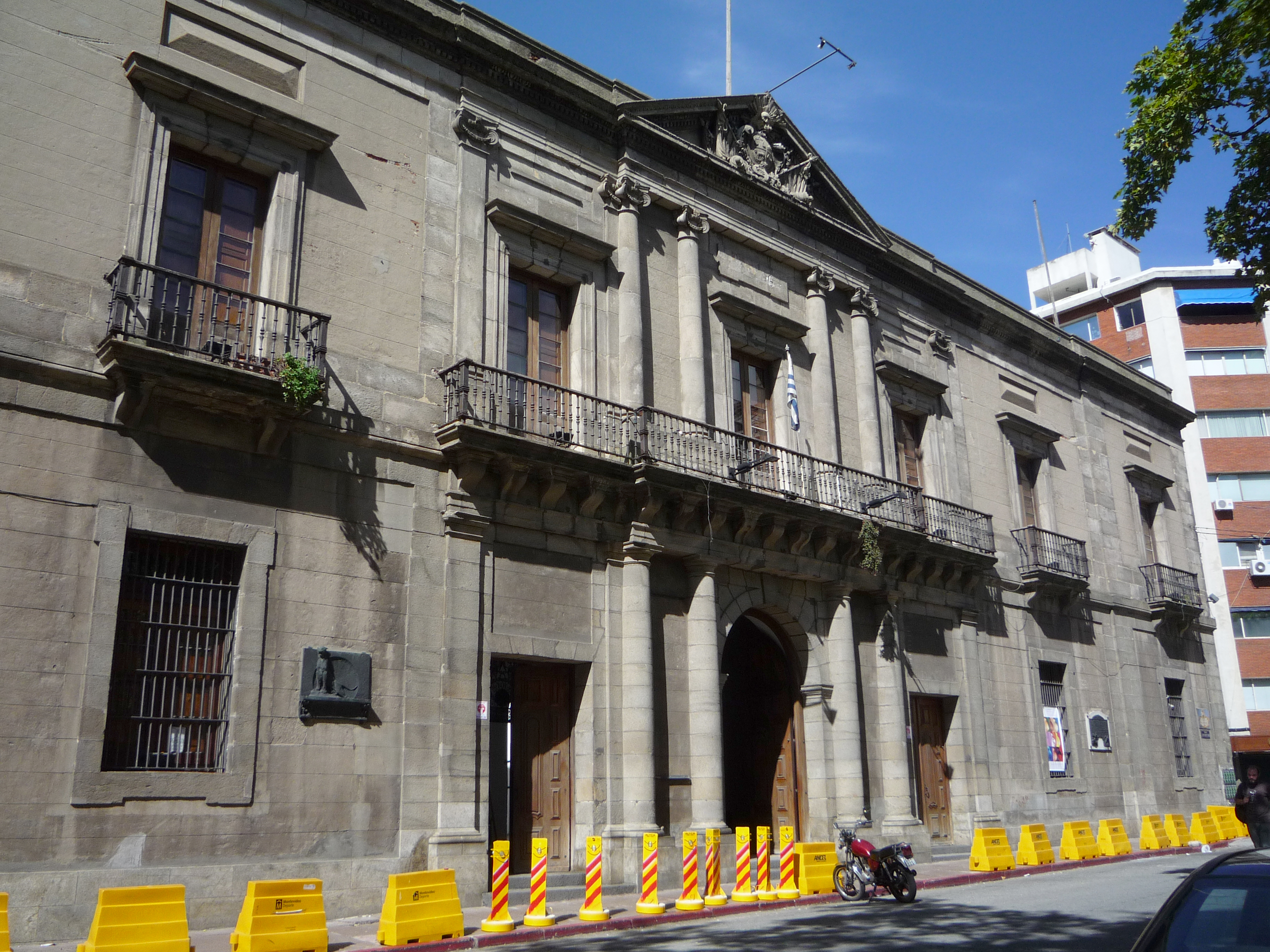
Cabildo

Das Cabildo ist ein Bauwerk in der uruguayischen Landeshauptstadt Montevideo.
Das 1804 projektierte und sodann ab jenem Jahr bis 1869 errichtete Gebäude befindet sich in der Ciudad Vieja an der Calle Juan Carlos Gómez, Ecke Sarandí an der Plaza Matriz. Der Entwurf zu seiner Errichtung stammte vom Architekten Tomás Toribio. Im Laufe des lange währenden Errichtungsprozesses verstarb Toribio. Sein Sohn José Toribio übernahm die weitere Ausführung und unter dessen Leitung folgte die Hinzufügung des Obergeschosses an der Calle Sarandí. In den Jahren 1957 bis 1959 fanden unter Leitung der aus den Architekten J. Abella Trías, R. Cohe, H. Arredondo und J. Pivel Devoto bestehenden Restaurierungskommission Restaurierungsarbeiten statt.
Das Gebäude diente ursprünglich als Cabildo Montevideos und nahm sowohl die Funktion eines Rathauses als auch des königlichen Gefängnisses wahr. Bis 1925 war hier der Sitz des nationalen Legislativ-Organs untergebracht. Der Consejo Nacional de Administración und das Außenministerium Uruguays folgten in der Nutzung des Cabildo nach. Seit 1959 beherbergt es das Museo y Archivo Histórico Municipal. Das 13 Meter hohe, zweistöckige Bauwerk verfügt über eine Grundfläche von 1886 m² und ist in seiner Architektur ein Beispiel des kolonialen Neo-Klassizismus.
Seit 1975 ist das Gebäude als Monumento Histórico Nacional klassifiziert.